# Vice-président de la république de Turquie
Pour les articles homonymes, voir Vice-président.
Le vice-président de la république de Turquie (en turc : Türkiye Cumhuriyeti cumhurbaşkanı yardımcısı) est le deuxième personnage officiel de l'État qui est chargé de l’exercice du pouvoir exécutif, au côté du président.
Cevdet Yılmaz est vice-président de la république de Turquie depuis le 3 juin 2023.

## Historique
La république de Turquie s'est dotée d'un vice-président à partir de 2018 à la suite d'une réforme constitutionnelle votée par référendum en 2017 et qui instaure un régime présidentiel.

## Désignation
Le vice-président est nommé et révoqué par le président de la république de Turquie. Celui-ci peut nommer un ou plusieurs vice-présidents.

## Fonctions
En cas de vacance de la fonction présidentielle, le vice-président assure celle-ci par intérim jusqu'à l'organisation d'une élection présidentielle.

## Liste
| No | Portrait | Nom                  | Début du mandat | Fin du mandat | Appartenance politique | Notes                                                                               |
| -- | -------- | -------------------- | --------------- | ------------- | ---------------------- | ----------------------------------------------------------------------------------- |
| 1  |          | Fuat Oktay (1964)    | 10 juillet 2018 | 3 juin 2023   | AKP                    | Premier titulaire du poste, nommé après l'entrée en vigueur du régime présidentiel. |
| 2  |          | Cevdet Yılmaz (1967) | 3 juin 2023     | en fonction   | AKP                    |                                                                                     |